# Gonzalagunia rosea
Gonzalagunia rosea är en måreväxtart som beskrevs av Paul Carpenter Standley. Gonzalagunia rosea ingår i släktet Gonzalagunia och familjen måreväxter. Inga underarter finns listade i Catalogue of Life.